# Михалков, Сергей Владимирович
Серге́й Влади́мирович Михалко́в (28 февраля [13 марта] 1913, Москва — 27 августа 2009, там же) — советский и российский писатель, поэт, драматург, публицист, баснописец, переводчик, сценарист, общественный деятель, военный корреспондент. Герой Социалистического Труда (1973), заслуженный деятель искусств РСФСР (1967), академик АПН СССР (1971, (РАО 1993)), лауреат Ленинской премии (1970), трёх Сталинских премий второй степени (1941, 1942, 1950), Государственной премии СССР (1978) и Государственной премии РСФСР им. К. С. Станиславского (1977), кавалер четырёх орденов Ленина (1939, 1963, 1973, 1983) и ордена Святого апостола Андрея Первозванного (2008). Член ВКП(б) с 1950 года. Участник Великой Отечественной войны.
С 1970 по 1990 год — председатель Союза писателей РСФСР. С 1992 по 2008 год — председатель Международного сообщества писательских союзов.
Отец кинорежиссёров, сценаристов, продюсеров, киноактёров, народных артистов РСФСР Никиты Михалкова и Андрея Кончаловского.
Сергей Михалков является соавтором (наряду с Эль-Регистаном) текста государственного гимна СССР и автором текста гимна современной России. Наибольшую известность Михалкову принесли его произведения для детей.

## Биография

### Детство и ранние годы
Сергей Михалков родился 28 февраля (13 марта) 1913 года в Москве. Сын коллежского асессора Владимира Александровича Миха́лкова (1886—1932) и Ольги Михайловны Миха́лковой (урождённая Глебова, 1883—1943). Принадлежит к дворянскому роду Миха́лковых, чья рыбинская усадьба Петровское стоит в руинах. По отцовской линии Сергей Владимирович — правнук ярославского коллекционера Владимира Сергеевича Михалкова, по материнской — внук почётного мирового судьи, предводителя дворянства Венёвского уезда Михаила Петровича Глебова и Елизаветы Васильевны Безобразовой. Потомок князей Голицыных, Ухтомских и других известных дворянских родов.
Способности к поэзии у Сергея появились уже в девять лет. Его отец послал несколько стихотворений сына поэту Александру Безыменскому, который положительно отозвался о них. В 1927 году семья переехала в город Пятигорск Ставропольского края. В эти годы Сергей начал печататься. В 1928 году в журнале «На подъёме» (Ростов-на-Дону) было опубликовано его первое стихотворение «Дорога». После окончания школы Сергей Михалков возвратился в Москву и работал на ткацкой фабрике, в геологоразведочной экспедиции. С 1933 года он стал внештатным сотрудником отдела писем газеты «Известия», членом Московского группкома писателей. Публиковался в журналах «Огонёк», «Пионер», «Прожектор», в газетах «Комсомольская правда», «Известия», «Правда». Вышел первый сборник его стихов.

### Начало активной творческой деятельности
В 1935 году вышло первое известное произведение, ставшее классикой советской детской литературы, — «Дядя Стёпа». 29 июня 1936 года опубликовал в газете «Известия» стихотворение «Светлана», которое, как предполагают, понравилось Сталину. Сергей Михалков стал членом Союза писателей СССР в 1937 году. В 1935—1937 годах учился в Литературном институте. Были опубликованы сборники его стихов и басни. Многие персонажи стихов Михалкова стали нарицательными («Про Мимозу», «Фома» и другие). В 1939 году Михалков получил первый орден Ленина.

### Великая Отечественная война

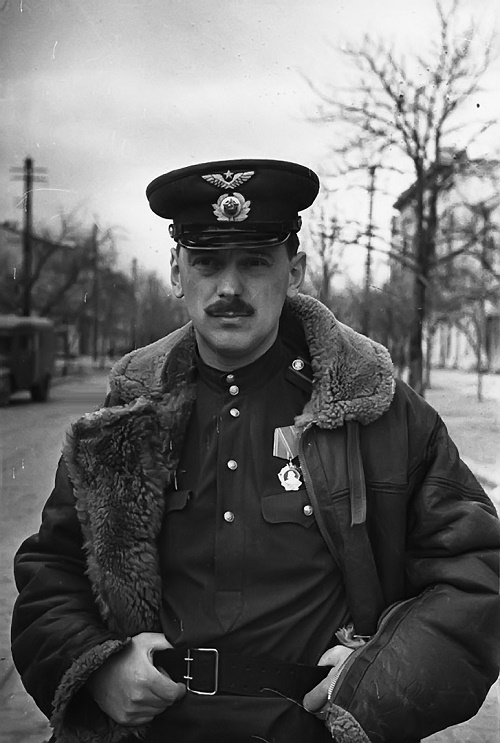
Военный корреспондент газеты «Сталинский сокол» майор С. В. Михалков (май 1944 года)

Служил военным корреспондентом газет «Во славу Родины» Южного фронта и «Сталинский сокол» ВВС РККА. Майор интендантской службы, позднее подполковник. В начале войны на южном направлении. Участник обороны Одессы, где был контужен, участник обороны Севастополя. В 1942 году стал лауреатом Сталинской премии за сценарий кинофильма «Боевые подруги».

### Деятельность в годы известности
С 1960-х годов Сергей Михалков — общественный деятель в области литературы. Основатель и, в последующем, бессменный главный редактор сатирического журнала «Фитиль» (1962—2003, 2004—2008). Секретарь правления Союза писателей СССР и первый секретарь правления Московской организации Союза писателей РСФСР (1965—1970). С 27 марта 1970 года по 14 декабря 1990 года — председатель правления Союза писателей РСФСР. Сергей Михалков — один из пяти авторов эпитафии на могиле Неизвестного солдата у кремлёвской стены: «Имя твоё неизвестно, подвиг твой бессмертен».
Был депутатом Совета Национальностей ВС СССР 8—11-го созывов (1970—1989) от Чечено-Ингушской АССР (11-й созыв).
Член Комиссии по Сталинским премиям в области литературы и искусства при СМ СССР (Постановление Совмина СССР № 5513 от 4 декабря 1949 года). Постановлением СМ СССР № 605 от 2 августа 1976 года введён в состав Комиссии по Ленинским и Государственным премиям СССР в области литературы, искусства и архитектуры при Совете Министров СССР.
Член-корреспондент АПН РСФСР с 4 марта 1965 года, член-корреспондент АПН СССР со 2 февраля 1968 г., действительный член АПН СССР с 26 февраля 1971 года, действительный член РАО с 7 апреля 1993 г. Состоял в Отделении образования и культуры.
В 1985 году награждён орденом Отечественной войны I степени. Юбилейным на 40-летие Победы как участник Великой Отечественной войны.
После распада СССР Михалков остаётся у руля писательской организации. В 1992—1999 годах — сопредседатель исполкома Сообщества писательских союзов. В 2005 году писатель занимает пост председателя исполкома Международного сообщества писательских союзов.
К 2008 году суммарный тираж книг Сергея Михалкова составил, по разным оценкам, около 300 млн экземпляров.
13 марта 2008 года, в день 95-летия писателя, Владимир Путин подписал указ о награждении Михалкова орденом Святого апостола Андрея Первозванного — с формулировкой за выдающийся вклад в развитие отечественной литературы, многолетнюю творческую и общественную деятельность.

### Смерть и похороны

Могила Сергея Михалкова на Новодевичьем кладбище Москвы

Скончался Сергей Михалков 27 августа 2009 года в НИИ им. Бурденко на 97-м году жизни от отёка лёгких. По словам его внука Егора Кончаловского, «он умер от старости, просто заснул». По словам жены Михалкова Юлии Субботиной, Михалков знал, что умирает. Он находился в полном сознании. Его последними словами были: «Ну, хватит мне. До свидания». И закрыл глаза.
Прощание с поэтом проходило 28 августа 2009 года в Храме Христа Спасителя. 29 августа после отпевания, которое провёл епископ Зарайский Меркурий, краткую литию совершил Патриарх Московский и всея Руси Кирилл. Похороны состоялись в тот же день в Москве на Новодевичьем кладбище (участок № 5).

## Семья

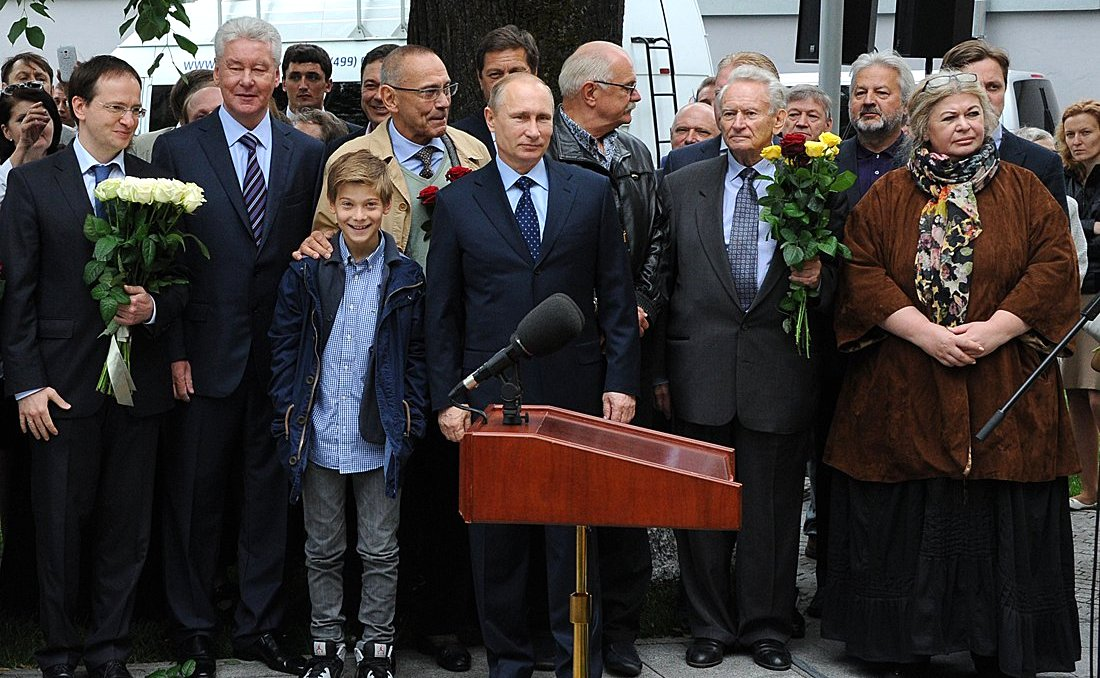
На церемонии открытия памятника Сергею Михалкову 28 мая 2014 года: министр культуры В. Мединский; мэр Москвы С. Собянин; сценарист и режиссёр А. Кончаловский с сыном; Президент России Владимир Путин; актёр, режиссёр, сценарист и продюсер Н. Михалков; журналист-международник Г. Боровик; вдова С. В. Михалкова Ю. Субботина

Мать Ольга Михайловна Михалкова (в девичестве Глебова; 1883—1943).
Отец Владимир Александрович Михалков (1886—1932) был потомком дворянского рода. Сергея Михалкова назвали в честь прапрадеда. Владимир Александрович — родной брат Марии Александровны Михалковой, матери актёра театра и кино П. П. Глебова.
У Сергея Михалкова было два брата — Михаил (1922—2006) и Александр (1917—2001). Михаил Михалков работал в системе НКВД, впоследствии также стал писателем, печатался под псевдонимами Михаил Андронов и Михаил Луговых. Средний брат, Александр, был инженером и краеведом-любителем, издал книгу очерков о московском купечестве.
В 1936 году Сергей Михалков женился на Наталии Кончаловской, дочери художника Петра Кончаловского, внучке художника Василия Сурикова. Они прожили в браке 52 года. В 1997 году, через 9 лет после смерти первой жены, Михалков женился на Юлии Субботиной (1961 года рождения) — физике по профессии, дочери академика РАН В. И. Субботина.
От первого брака у С. В. Михалкова двое сыновей — Андрей и Никита (оба кинорежиссёры) — и падчерица Екатерина (вдова писателя Юлиана Семёнова).
До войны жил в Москве в доме кооператива писателей на улице Фурманова, д. 3, с 1951 года до конца жизни — на улице Воровского (впоследствии — Поварская), д. 35/28 (№ 28 по Новинскому бульвару)

## Вклад в литературу и искусство

### Работа над гимнами СССР и России
В 1943 году правительство СССР принимает решение о смене старого гимна «Интернационал». Основой музыки послужил «Гимн партии большевиков» А. В. Александрова. К созданию текста нового гимна были привлечены многие известные поэты. По итогам конкурса лучшим был признан текст, созданный в соавторстве журналистом и поэтом Габриэлем Эль-Регистаном (Габриэль Аршалуйсович Уреклянц) и поэтом Сергеем Михалковым. Первое исполнение Государственного гимна СССР по Всесоюзному радио состоялось в новогоднюю ночь 1 января 1944 года. После смерти И. В. Сталина и в особенности после XX съезда КПСС в 1955—1977 годах гимн исполнялся без слов, так как содержал в тексте имя Сталина.
27 мая 1977 года, в преддверии принятия новой Конституции СССР, Президиум Верховного Совета СССР утвердил подготовленную Сергеем Михалковым вторую редакцию текста Государственного Гимна СССР, в которой отсутствует упоминание имени Сталина и сделан акцент на коммунистическом строительстве.

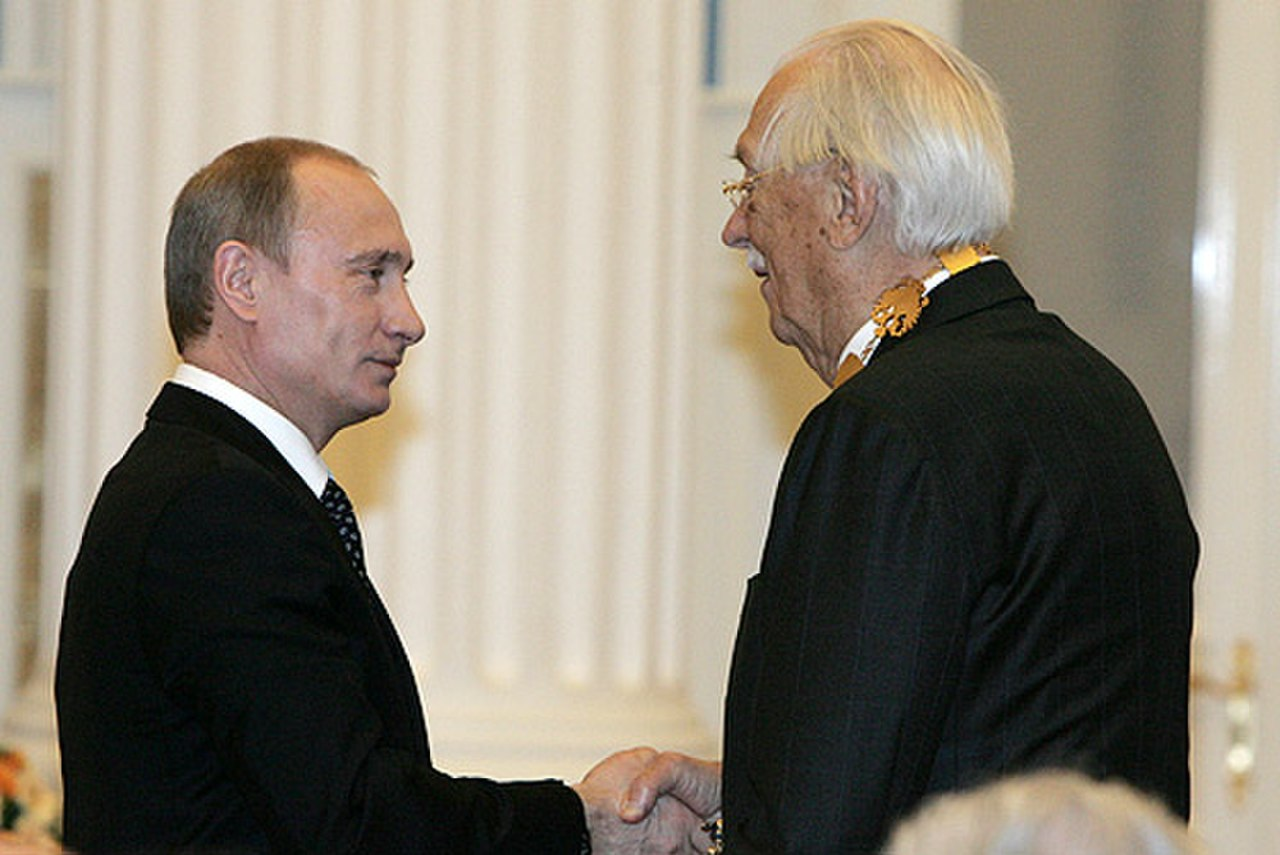
Президент России В. В. Путин вручает С. В. Михалкову орден Святого апостола Андрея Первозванного. Москва. Кремль, 29 апреля 2008 г.

В 2000 году началась работа по принятию нового Гимна Российской Федерации. Проект закона «О государственном гимне РФ» был в целом принят Думой 8 декабря 2000 года. 20 декабря 2000 года новый гимн на старую мелодию Александрова стал государственным символом Российской Федерации, новые законы о госсимволике были приняты обеими палатами российского парламента и подписаны президентом. При их обсуждении в Госдуме предложение принять в качестве российского гимна музыку гимна СССР вызвало резкую неприязнь некоторых отдельных депутатов, но решение было принято большинством.
30 декабря 2000 года президент В. В. Путин утвердил текст Государственного гимна России на стихи Сергея Михалкова. О Габриэле Эль-Регистане уже не вспоминали. Классик сообщил в интервью, что искренне хотел сочинить «гимн православной страны», он человек верующий и «всегда был верующим». «То, что я сейчас написал, — это близко моему сердцу», — заявлял Михалков.

### Критика
Сергей Михалков успешно работал практически во всех литературных жанрах: поэзия, проза, драматургия, критика, публицистика, сценарии фильмов и мультфильмов. Поэт стал признанным классиком детской поэзии. Такие его произведения, как «Дядя Стёпа», «Праздник непослушания», «А что у вас?», неоднократно переиздавались и пользуются успехом и любовью аудитории. Критики, положительно отзывавшиеся о его творчестве, отмечали самобытность таланта, влияние классической русской драматургии. Появилось даже такое понятие, как «Михалковский театр».
Та часть критиков, которые невысоко оценивали вклад Михалкова в мировую литературу, говорили о вторичности, стремлении угождать сиюминутным интересам властей. Так, например, эти критики считали, что многие из его произведений представляют собой в сущности адаптацию классики к требованиям социалистического реализма. Например, пьеса «Балалайкин и компания» (по роману М. Е. Салтыкова-Щедрина «Современная идиллия»), пьеса «Том Кенти» (по мотивам «Принца и нищего» М. Твена). Не оспаривая общепринятое мнение, что Сергей Михалков признанный сатирик, они тем не менее пытались утверждать, что его произведениям в этом направлении не хватало настоящей остроты и обличения.
Критиковался за лояльность к любой власти и приспособленчество.

## Гражданская позиция
Выходец из дворянской семьи, вступивший в партию в 1950 году, Михалков сделал карьеру на советском писательском поприще, стал, фактически, вне официальной критики, но постоянно навлекал на себя критику со стороны неофициальных лиц (направленную в большей степени против его гражданской позиции и в меньшей степени против его творческих неудач). Больше всего его неофициальным оппонентам не нравились его лояльность любой власти, конъюнктурный подход и публикация в советское время произведений откровенно пропагандистского характера.
| Чистый лист бумаги снова На столе передо мной, Я пишу на нём три слова: Слава партии родной Стихотворение-быль «День Родины» | «Коммунизм»! Нам это слово Светит ярче маяка. «Будь готов!» — «Всегда готовы!» С нами ленинский ЦК! Стихотворение-быль «Будь готов!» (1961) |

В автобиографической книге «Я был советским писателем» (1995) Михалков писал о 1991 годе:

«…Рухнул „Союз нерушимый“, похоронив под своими обломками, казалось бы, незыблемые структуры партийно-государственного аппарата с его равнодушной к судьбе человека правоохранительной и карательной системой, прогнившей экономикой, „развитым социализмом“ и призрачными коммунистическими идеалами…».— 
Писатель В. Ф. Тендряков в 1974 году так рассказывал об одном из банкетов в Кремлёвском дворце:

Правительство появилось, и сразу вокруг него возникла кипучая угодливая карусель. Деятели искусства и литературы, разумеется, не все, а те, кто считали себя достаточно заметными, способными претендовать на близость, оттирая друг друга, со счастливыми улыбками на потных лицах начали толкучечку, протискиваясь поближе. […] То с одной стороны, то с другой вырастал Сергей Михалков, несравненный «дядя Стёпа», никогда не упускающий случая напомнить о себе.— 
В постсоветское время неоднократно высказывалось мнение, что Михалков приспособленец, который поставил свой талант на службу личному обогащению. Критик Станислав Рассадин писал о нём, что Михалков ещё с 1930-х годов «исхалтурился» и «использовал свою божественную искорку, чтобы разжечь огонь под своей государственной пайкой».
Владимир Радзишевский отзывался о Михалкове как о «лукавом царедворце».
Деятельность Михалкова при сочинении текста гимна СССР и России также вызвала отрицательные отзывы. Ими подвергалась критике его готовность следования запросам власти при последовательно трёх разных редакциях гимна. Владимир Войнович писал, что «расторопный Сергей Михалков без творческих мук и нравственных усилий по заданию Политбюро ЦК КПСС легко приспособил старое сочинение к новым условиям».
Участвовал в травле А. А. Ахматовой, последовавшей вслед за публикацией её стихотворений в журнале «Знамя» в 1946 году (см. «Литературная газета», 7 сентября 1946 года).
По словам Дмитрия Быкова, когда началась кампания против романа Б. Л. Пастернака «Доктор Живаго», Михалков откликнулся басней про «некий злак, который звался Пастернак». В то же время отмечается, что такой басни среди сочинений Михалкова нет. Существует стихотворная подпись Михалкова к карикатуре на Пастернака «Нобелевское блюдо», опубликованной в газете «Комсомольская правда» 29 октября 1958 года («По новому рецепту как приправу // Был поварам предложен пастернак»).
В период, когда в СССР начались гонения литературных диссидентов (А. Д. Синявский, А. И. Солженицын, Б. Л. Пастернак), Михалков принял участие в этом процессе, осудив и заклеймив идеологических противников. В ответ на присуждение Солженицыну Нобелевской премии (1970) Михалков заявил, что считает эту инициативу не чем иным, как очередной политической провокацией, направленной против советской литературы и ничего общего не имеющей с подлинной заботой о развитии литературы.
Советский диссидент В. К. Буковский, сын писателя и журналиста К. И. Буковского, отзывался о Сергее Михалкове как о ярком примере безграничного цинизма и лицемерия:

К примеру, когда моего отца склоняли из-за меня на партсобраниях Союза писателей, больше всех витийствовал Михалков, типа «в рядах партии не место таким, как Константин Буковский, воспитавший врага народа!». После собрания он, однако, подбегал к отцу и спрашивал: «Ну что, как там твой?» Или потом, когда Союз развалился, он — член ЦК КПСС — одним из первых заговорил о своём «дворянстве». Впрочем, и личные претензии у меня к Михалкову имеются. В шесть лет мне была непонятна строчка гимна «И Ленин великий нам путь озарил», вернее, кто, собственно, великий — путь или Ленин? И каждый, к кому я обращался с таким вопросом, давал мне подзатыльник.— В. К. Буковский
Михалков считал свою конформистскую позицию правильной и никогда не раскаивался в своих поступках. Так, например, он заявлял, что кампания осуждения диссидентов в 1960-х — 1970-х годах была оправдана тем, что они нарушали советские законы того времени, публикуя свои произведения на русском языке за границей СССР, то есть в неподконтрольной советским писательским и партийным организациям прессе. В 2000 году в интервью заявлял, что считает пьесу Солженицына «Пир победителей» клеветой на Советскую Армию, а за «Архипелаг ГУЛАГ» поставил вопрос о присуждении ему Государственной премии. В то же время Сталина назвал выдающейся личностью.
Коллеги по писательскому цеху за глаза прозвали Михалкова «Гимнюк» и «Дядя Стёпа». Михалков стал объектом ряда эпиграмм.
В 1973 году Михалков подписал «Письмо группы советских писателей о Солженицыне и Сахарове».
Негативную роль сыграл Сергей Михалков и в судьбе петербургского детского писателя Олега Григорьева. В 1981 году он подверг критике его сборник стихов «Витамин роста». Это воспрепятствовало Григорьеву вступить в Союз писателей и получить защиту от властей, преследовавших его, как и Бродского, за «тунеядство». Впоследствии для Олега Григорьева лично Михалков символизировал сразу все власти: и партийную, и литературную, и милицейскую.

Писательница Виктория Токарева вспоминала, что  
 У всех был свой Михалков. Мой Сергей Михалков протянул мне руку и помог выжить в большом городе. Кому я была нужна? Могла затеряться, как пуговица. Но он поместил меня во ВГИК, поставил на твердую почву, а дальше я уже сама.
Сергей Михалков был по горло завален чужими поручениями: давал квартиры, устраивал на работу, клал в больницы, извлекал из тюрьмы, останавливал разгромные публикации. И когда однажды приехал в Лондон, то устроил там какого-то англичанина на лондонское телевидение.

Михалков одним из первых открыто поддержал ГКЧП и «августовский путч» 1991 года.

## Творчество

### Собрания сочинений
- Сочинения в 2 томах. — М.: Гослитиздат, 1954. — 50 000 экз.
- Собрание сочинений в 4 томах. — М.: Художественная литература, 1963—1964. — 100 000 экз.
- Собрание сочинений в 3 томах. — М.: Детская литература, 1970—1971. — 300 000 экз.
- Собраний сочинений в 6 томах. — М.: Художественная литература, 1981—1983. — 75 000 экз.
- Избранные произведения в 2 томах. — М.: Детская литература, 1967. — 100 000 экз.
- Избранные произведения в 3 томах. — М.: Художественная литература, 1991. — 100 000 экз.

Кулинария

1957 — «Детское питание» М. (в соавторстве с Кончаловской Н. П.)
| - 1941 — Фронтовые подруги - 1942 — Бой под Соколом - 1942 — Боевой киносборник № 12 - 1948 — Красный галстук — по одноимённой пьесе - 1949 — У них есть Родина — по пьесе «Я хочу домой» - 1958 — Шофёр поневоле - 1958 — Новые похождения Кота в сапогах - 1959 — Сомбреро — по одноимённой пьесе - 1959 — Потерянная фотография - 1960 — Леон Гаррос ищет друга - 1963 — Три плюс два — по пьесе «Дикари» - 1972 — Комитет девятнадцати - 1972 — Вид на жительство - 1974 — Дорогой мальчик — по одноимённой пьесе - 1974 — Большое космическое путешествие — по пьесе «Первая тройка, или Год 2001» - 1975 — Меняю собаку на паровоз — по пьесе «Чужая роль» - 1979 — Пена — по одноимённой пьесе | Избранная фильмография (всего более 40 фильмов) - 1936 — В Африке жарко - 1937 — Здесь не кусаются - 1939 — Дядя Стёпа (совместно с Н. Адуевым) - 1948 — Охотничье ружьё - 1949 — Кукушка и скворец - 1949 — Полкан и Шавка - 1953 — Лесной концерт - 1954 — Злодейка с наклейкой - 1955 — Трубка и медведь - 1960 — Лиса, бобёр и другие - 1960 — Непьющий воробей. Сказка для взрослых - 1960 — Тринадцатый рейс - 1961 — Козлёнок - 1961 — Семейная хроника - 1963 — Миллионер - 1964 — Дядя Стёпа — милиционер - 1965 — Портрет - 1966 — Иван Иваныч заболел... - 1967 — Сказки для больших и маленьких - 1968 — Хочу бодаться! - 1972 — Мама - 1972 — Осторожные козлы - 1972 — Пьяные вишни - 1974 — Шёл трамвай десятый номер - 1974 — Сами виноваты - 1975 — Басни Михалкова - 1976 — Зайка-зазнайка - 1977 — Праздник непослушания - 1980 — Жадный богач - 1980 — Как старик корову продавал |

| - В Музее В. И. Ленина - Песнь о Павлике Морозове (1934) - Сталин думает о нас - Имя вождя - Мать и дочь - Любимые вещи (из Стивенсона) (с Н. Кончаловской) - Моя страна (из Стивенсона) (с Н. Кончаловской) - Про весёлого туриста - Моя тень (из Р. Стивенсона) (перевод с англ с Н. Кончаловской) - Находка - Мой секрет - А что у вас - Как бы жили мы без книг… - Калеки в библиотеке - Тридцать шесть и пять - Мяч - Школьные товарищи - Моя неделя - Мы тоже можем ТАК - Бараны - Толстый Жук - Трезор - Про мимозу - Сашина каша - Чудесные таблетки - Сила воли - Прививка - Мир - Под Новый год - Чистописание - Лифт и Карандаш - Прогулка - Часы - Про сома - Лесная академия - Непоседа - Мой щенок - Хорошие приятели - Если - Рисунок - Песенка друзей - Котята - Так - Про девочку, которая плохо кушала - Одна рифма - От кареты до ракеты - После победы - Нет войны - Клопы - Светлана | - Том Кенти (1938) Комедия по мотивам М. Твена - Особое задание (1946) - Весёлое сновидение (1946) - Красный галстук (1947) - Я хочу домой (1949) - Илья Головин (1949) Пьеса - Зайка-зазнайка (1953) - Раки (1953) Сатирическая комедия - Чужая роль (1954) - В одном купе (1954) Сатирическое представление - Как медведь трубку нашёл (1954) - Охотник (1955) - Памятник себе… (1959) Сатирическая комедия - Сомбреро (1957) - Дикари (1958) - Эцитоны бурчелли (1961) - Осторожно, листопад! (1961) - Забытый блиндаж (1963) - Трусохвостик (1966) Пьеса для малышей - Первая тройка или Год 2001-й. (1970) - Дорогой мальчик (1971) - Балалайкин и К° (1974) Пьеса (по роману М. Е. Салтыкова-Щедрина «Современная идиллия») - Пощёчина (1973) Пьеса - Пена (1975) Комедия нравов - Пассаж в пассаже (1977) Пьеса (по мотивам рассказа Ф. М. Достоевского «Крокодил. Необыкновенное событие, или Пассаж в Пассаже») - Два «фитиля» (1978) - Всё могут короли (1982) Сатирическая комедия - Что написано пером (1984) Сатирическая комедия |

| - А что у вас - Дядя Стёпа - Мы с приятелем - Будь человеком - Разговор с сыном - Слова и буквы - Хижина дяди Тома - Школа - Я тоже был маленьким - Для больших и маленьких | Всего написано около 200 басен - Две подруги - Зеркало - Любитель книг - Пропавшее кольцо - Сплетня - Портной на лаврах - Слон-живописец - «Москвич» и «Волга» - Заяц во хмелю - Лиса и бобёр - Чужая беда - Заяц и черепаха - Соловей и ворона - Муха и пчела - Лев и муха - Завидное упорство - Руслан и Трезор |

## Книги
- С. Михалков. Самый главный великан / Сост. Л. Салтыкова, В. Максимов. — М: АСТ, 2013. — 448 с., ил., 3000 экз., ISBN 978-5-17-077955-0
- С. Михалков. Сон с продолжением. 1982.
- С. Михалков. Война войне. Стихи, басни, эпиграммы. Рис. Бориса Ефимова. М., «Советский писатель», 1951. 100 с. 20 000 экз.

## Фильмография
| Год  |     | Название                                       | Роль                                                                                      |
| ---- | --- | ---------------------------------------------- | ----------------------------------------------------------------------------------------- |
| 1953 | ф   | Огни на реке                                   | текст пионерской песни                                                                    |
| 1960 | мф  | Лиса, бобёр и другие                           | автор                                                                                     |
| 1963 | ф   | Большой фитиль                                 | начальник станции / машинист поезда сатирического направления (в начальных кадрах фильма) |
| 2000 | кор | Фитиль (фильм № 410 «Двадцать лет равнодушия») | камео (нет в титрах)                                                                      |

### Фильмы о Сергее Михалкове
- 2003 — «Отец», Документальный фильм Никиты Михалкова

## Награды

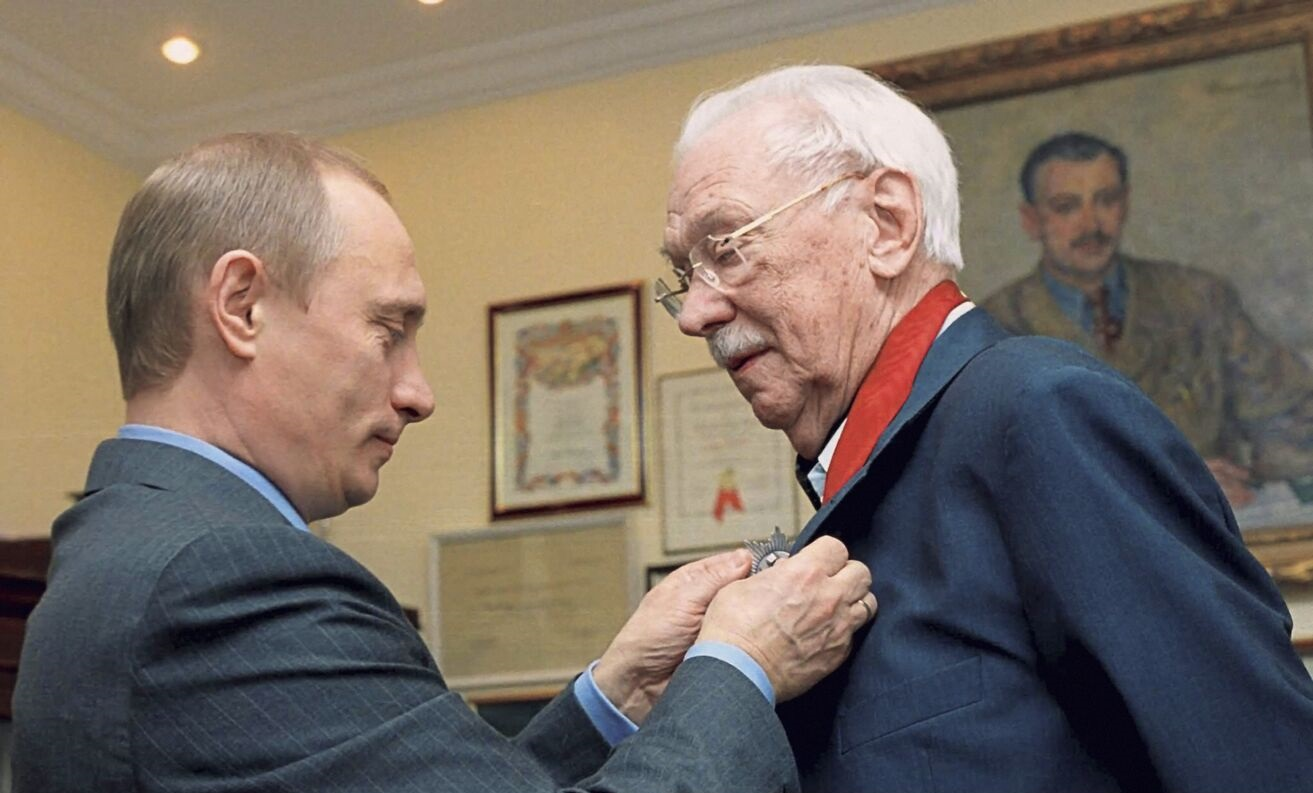
Президент России Владимир Путин награждает Сергея Михалкова орденом
«За заслуги перед Отечеством» II степени
дома у писателя в день его 90-летия
(13 марта 2003 года)

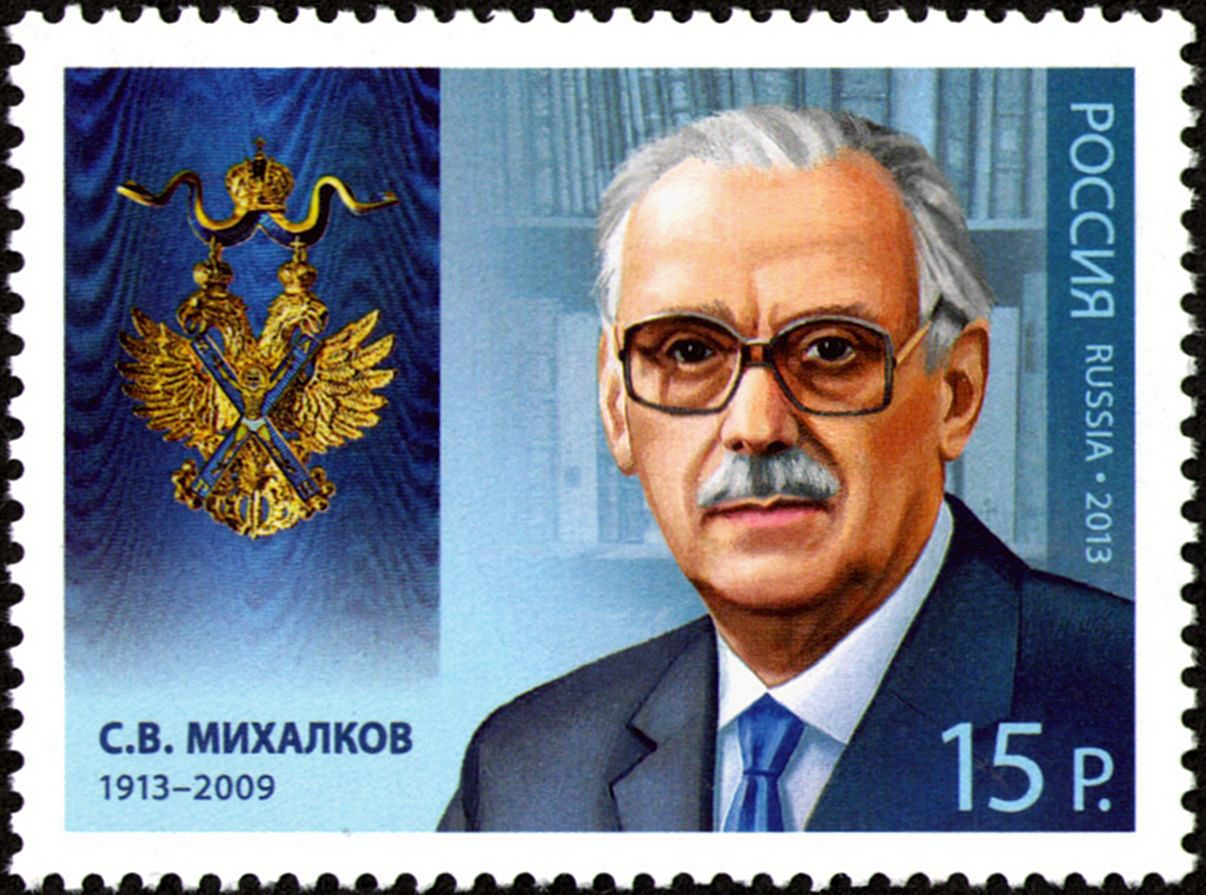
Сергей Михалков — кавалер ордена Св. Андрея Первозванного. Почтовая марка России, 2013 г.,

Герой Социалистического Труда (1973), заслуженный деятель искусств РСФСР (1967), лауреат Ленинской (1970), трёх Сталинских премий II степени (1941, 1942, 1950), Государственной премии СССР (1978) и Государственной премии РСФСР имени К. С. Станиславского (1977). Кавалер ордена Святого апостола Андрея Первозванного (2008) и четырёх орденов Ленина (1939, 1963, 1973, 1983). Академик Российской академии образования. Депутат Верховного Совета СССР 8—11 созывов (1970—1989). Член КПСС с 1950 года.

### Государственные награды и премии России и СССР
- Герой Социалистического Труда (9 марта 1973 года) — за выдающиеся заслуги в развитии советской литературы, плодотворную общественную деятельность и в связи с шестидесятилетием со дня рождения[65]
- Орден Святого апостола Андрея Первозванного (13 марта 2008 года) — за выдающийся вклад в развитие отечественной литературы, многолетнюю творческую и общественную деятельность[66]
- Орден «За заслуги перед Отечеством» II степени (13 марта 2003 года) — за выдающийся вклад в развитие отечественной культуры[67]
- Орден Почёта (13 марта 1998 года) — за большой личный вклад в развитие отечественной многонациональной культуры[68]
- Орден Дружбы народов (20 февраля 1993 года) — за большой личный вклад в развитие литературы и искусства, укрепление межнациональных культурных связей и плодотворную общественную деятельность[69]
- четыре ордена Ленина (31 января 1939 года; 9 марта 1963 года; 9 марта 1973 года; 11 марта 1983 года)
- Орден Октябрьской Революции (2 июля 1971 года)
- Орден Красного Знамени (26 февраля 1945 года) — за образцовое выполнение боевых заданий командования на фронте борьбы с немецко-фашистскими захватчиками и проявленные при этом мужество и героизм
- Орден Отечественной войны I степени (11 марта 1985 года)
- два ордена Трудового Красного Знамени (28 октября 1967 года; 11 марта 1988 года)[70]
- Орден Красной Звезды (7 марта 1943 года) — за образцовое выполнение боевых заданий командования на фронте борьбы с немецко-фашистскими захватчиками и проявленные при этом мужество и героизм
- Заслуженный деятель искусств РСФСР (20 марта 1967 года) — за заслуги в области советского киноискусства[71]
- Ленинская премия (1970) — за поэтические произведения последних лет для детей младшего школьного возраста
- Государственная премия СССР (1978) — за Всесоюзный сатирический киножурнал «Фитиль». (Последние выпуски)
- Сталинская премия второй степени (1941) — за стихи для детей
- Сталинская премия второй степени (1942) — за сценарий фильма «Фронтовые подруги» (1941)[72]
- Сталинская премия второй степени (1950) — за пьесы «Илья Головин» и «Я хочу домой»
- Государственная премия РСФСР имени К. С. Станиславского (1977) — за пьесу «Пена», инсценированную в Московском театре сатиры

### Конфессиональные награды
- орден благоверного царевича Димитрия «За дела милосердия» (РПЦ, 1998)
- орден преподобного Сергия Радонежского II степени (РПЦ, 1993)

### Иностранные ордена
- орден «Кирилл и Мефодий» I степени (НРБ, 1973)
- орден Народной Республики Болгария (НРБ)
- знак «За заслуги перед польской культурой» (ПНР, 1974)
- Детский международный «Орден Улыбки» (ПНР, 1978)
- орден «Звезда дружбы народов» 2 степени (ГДР, 1983)
- орден Дружбы (ЧССР, 25 ноября 1988)[73]
- Орден Почёта (ПМР, 14 октября 2003) — за заслуги в создании и становлении писательской организации Приднестровской Молдавской Республики, пропаганду литературных произведений приднестровских авторов в Российской Федерации, организацию Дней литературы Приднестровья в городе Москва[74]

### Медали
- Серебряная медаль Всемирного Совета мира (1959)
- медаль «Борцу за мир» (1969)
- «Золотая медаль с лентой» (ЧССР, 1978)
- медаль Чехословацко-советской дружбы (ЧССР, 1983)
- медаль К. Д. Ушинского (1963)
- медаль Н. К. Крупской (1969)
- медаль имени А. П. Гайдара (1973)
- медаль имени Алисы Веддинг (ГДР, 1973)
- медаль имени Януша Корчака (Польша, 1979)
- золотая медаль имени Александра Фадеева (1982)
- золотая медаль имени Льва Толстого (1987)

### Почётные звания
- Почётный гражданин Гори (Грузия, 1959)
- Почётный гражданин Пятигорска (1966)
- Почётный гражданин Габрово (Болгария, 1979)
- Почётный гражданин города Георгиевска (1981)
- Почётный гражданин Республики Калмыкия (2003)[75]

### Дипломы и премии
- Почётный диплом международного жюри премии имени Х. К. Андерсена (1972)
- Почётный диплом университета Падуи (Италия, 1980)
- Почётный диплом института искусств Пармы (Италия, 1982)
- Почётный член международного совета по детской литературе (1982)
- Премия «Золотой телёнок» «Литературной Газеты» («Клуба 12 стульев») (1985).
- Международная премия имени М. А. Шолохова в области литературы и искусства (2003).
- Национальная премия «Имперская культура» имени Эдуарда Володина (2007)[76][77].

### Иностранные премии
- Премия «Хитрый Пётр» (НРБ, 1979)
- Премия социалистических стран имени М. Горького (ВНР, 1985)
- Премия города Никозия (Сицилия, 1986)

## Память
- В честь С. В. Михалкова назван астероид (9540) Mikhalkov, открытый астрономом Людмилой Карачкиной в Крымской астрофизической обсерватории 21 октября 1982 года.
- Имя Сергея Михалкова носит Республиканская детская библиотека Чеченской Республики в Грозном[78].
- 13 марта 2013 года в Москве на фасаде дома № 35 на Поварской улице, в котором с 1951 по 2009 годы жил Михалков, открыта бронзовая памятная доска. Автор — народный художник РФ, скульптор Георгий Франгулян. Событие было приурочено к 100-летнему юбилею писателя и поэта.
- 28 мая 2014 года в Москве на Поварской улице открыт памятник С. В. Михалкову (скульптор Александр Рукавишников). В церемонии принял участие президент России В. В. Путин.
- 29 апреля 2017 года в Омске на территории детского Дворца творчества установили памятник С. В. Михалкову[79].
- 1 декабря 2019 года на кольцевой линии Московского метрополитена на полгода был запущен тематический поезд, посвящённый творчеству Сергея Михалкова[80].
- 14 марта 2020 года на бульваре Гагарина в Пятигорске открыт памятник Сергею Михалкову, полностью идентичный тому, что установлен в Москве на Поварской улице[81].

Памятник в Москве
Памятник в Пятигорске

### Медаль Сергея Михалкова
Российский фонд культуры в 2010 году учредил памятную Золотую медаль Сергея Михалкова. На медали, созданной Георгием Франгуляном, изображён профиль писателя. Медаль вручается деятелям искусства «за гуманистический вклад в воспитание молодого поколения». Первое награждение состоялось в 2010 году, второе — в 2013, церемония была приурочена к столетию со дня рождения Сергея Михалкова. В дальнейшем медаль предполагается вручать каждые два года.
Лауреаты Золотой медали Сергея Михалкова:
- 2010 год — Георгий Данелия, Людмила Максакова, Виктор Чижиков[82];
- 2013 год — Юрий Башмет, Светлана Врагова, Андрей Дементьев, Зураб Церетели[82];
- 2015 год — Василий Ливанов.

## Генеалогия
Родословное древо
|                                |                                |                                |                                |                                       |                                       |                                       |                                       |                                       |                                       |                                |                                | Владимир Михалков (1817—1900)  |                                |                                |                                |                                |                                |                             |                             |                             |                             |                             |                             |                                  |                                  |                                  |                                  |                                  |                                  |                               |                               |                               |                               |                               |                               |                                 |                                 |                                 |                                 |                                       |                                       |                                       |                                       |                                       |                                       |                          |                          |                          |                          |  |  |                             |                             |                             |                             |                             |                             |  |  |
|                                |                                |                                |                                |                                       |                                       |                                       |                                       |                                       |                                       |                                |                                |                                |                                |                                |                                |                                |                                |                             |                             |                             |                             |                             |                             |                                  |                                  |                                  |                                  |                                  |                                  |                               |                               |                               |                               |                               |                               |                                 |                                 |                                 |                                 |                                       |                                       |                                       |                                       |                                       |                                       |                          |                          |                          |                          |  |  |                             |                             |                             |                             |                             |                             |  |  |
|                                |                                |                                |                                |                                       |                                       |                                       |                                       |                                       |                                       |                                |                                | Александр Михалков (1856—1915) | Александр Михалков (1856—1915) | Александр Михалков (1856—1915) | Александр Михалков (1856—1915) | Александр Михалков (1856—1915) | Александр Михалков (1856—1915) |                             |                             | Василий Суриков (1848—1916) | Василий Суриков (1848—1916) | Василий Суриков (1848—1916) | Василий Суриков (1848—1916) | Василий Суриков (1848—1916)      | Василий Суриков (1848—1916)      |                                  |                                  |                                  |                                  |                               |                               | Пётр Кончаловский (1839—1904) | Пётр Кончаловский (1839—1904) | Пётр Кончаловский (1839—1904) | Пётр Кончаловский (1839—1904) | Пётр Кончаловский (1839—1904)   | Пётр Кончаловский (1839—1904)   |                                 |                                 |                                       |                                       |                                       |                                       |                                       |                                       |                          |                          |                          |                          |  |  |                             |                             |                             |                             |                             |                             |  |  |
|                                |                                |                                |                                |                                       |                                       |                                       |                                       |                                       |                                       |                                |                                | Александр Михалков (1856—1915) | Александр Михалков (1856—1915) | Александр Михалков (1856—1915) | Александр Михалков (1856—1915) | Александр Михалков (1856—1915) | Александр Михалков (1856—1915) |                             |                             | Василий Суриков (1848—1916) | Василий Суриков (1848—1916) | Василий Суриков (1848—1916) | Василий Суриков (1848—1916) | Василий Суриков (1848—1916)      | Василий Суриков (1848—1916)      |                                  |                                  |                                  |                                  |                               |                               | Пётр Кончаловский (1839—1904) | Пётр Кончаловский (1839—1904) | Пётр Кончаловский (1839—1904) | Пётр Кончаловский (1839—1904) | Пётр Кончаловский (1839—1904)   | Пётр Кончаловский (1839—1904)   |                                 |                                 |                                       |                                       |                                       |                                       |                                       |                                       |                          |                          |                          |                          |  |  |                             |                             |                             |                             |                             |                             |  |  |
|                                |                                |                                |                                |                                       |                                       |                                       |                                       |                                       |                                       |                                |                                |                                |                                |                                |                                |                                |                                |                             |                             |                             |                             |                             |                             |                                  |                                  |                                  |                                  |                                  |                                  |                               |                               |                               |                               |                               |                               |                                 |                                 |                                 |                                 |                                       |                                       |                                       |                                       |                                       |                                       |                          |                          |                          |                          |  |  |                             |                             |                             |                             |                             |                             |  |  |
|                                |                                |                                |                                | Ольга Глебова (1883—1943)             | Ольга Глебова (1883—1943)             | Ольга Глебова (1883—1943)             | Ольга Глебова (1883—1943)             | Ольга Глебова (1883—1943)             | Ольга Глебова (1883—1943)             |                                |                                | Владимир Михалков (1886—1932)  | Владимир Михалков (1886—1932)  | Владимир Михалков (1886—1932)  | Владимир Михалков (1886—1932)  | Владимир Михалков (1886—1932)  | Владимир Михалков (1886—1932)  |                             |                             | Ольга Сурикова (1878—1958)  | Ольга Сурикова (1878—1958)  | Ольга Сурикова (1878—1958)  | Ольга Сурикова (1878—1958)  | Ольга Сурикова (1878—1958)       | Ольга Сурикова (1878—1958)       |                                  |                                  | Пётр Кончаловский (1876—1956)    | Пётр Кончаловский (1876—1956)    | Пётр Кончаловский (1876—1956) | Пётр Кончаловский (1876—1956) | Пётр Кончаловский (1876—1956) | Пётр Кончаловский (1876—1956) |                               |                               | Максим Кончаловский (1875—1942) | Максим Кончаловский (1875—1942) | Максим Кончаловский (1875—1942) | Максим Кончаловский (1875—1942) | Максим Кончаловский (1875—1942)       | Максим Кончаловский (1875—1942)       |                                       |                                       |                                       |                                       |                          |                          |                          |                          |  |  |                             |                             |                             |                             |                             |                             |  |  |
|                                |                                |                                |                                | Ольга Глебова (1883—1943)             | Ольга Глебова (1883—1943)             | Ольга Глебова (1883—1943)             | Ольга Глебова (1883—1943)             | Ольга Глебова (1883—1943)             | Ольга Глебова (1883—1943)             |                                |                                | Владимир Михалков (1886—1932)  | Владимир Михалков (1886—1932)  | Владимир Михалков (1886—1932)  | Владимир Михалков (1886—1932)  | Владимир Михалков (1886—1932)  | Владимир Михалков (1886—1932)  |                             |                             | Ольга Сурикова (1878—1958)  | Ольга Сурикова (1878—1958)  | Ольга Сурикова (1878—1958)  | Ольга Сурикова (1878—1958)  | Ольга Сурикова (1878—1958)       | Ольга Сурикова (1878—1958)       |                                  |                                  | Пётр Кончаловский (1876—1956)    | Пётр Кончаловский (1876—1956)    | Пётр Кончаловский (1876—1956) | Пётр Кончаловский (1876—1956) | Пётр Кончаловский (1876—1956) | Пётр Кончаловский (1876—1956) |                               |                               | Максим Кончаловский (1875—1942) | Максим Кончаловский (1875—1942) | Максим Кончаловский (1875—1942) | Максим Кончаловский (1875—1942) | Максим Кончаловский (1875—1942)       | Максим Кончаловский (1875—1942)       |                                       |                                       |                                       |                                       |                          |                          |                          |                          |  |  |                             |                             |                             |                             |                             |                             |  |  |
|                                |                                |                                |                                |                                       |                                       |                                       |                                       |                                       |                                       |                                |                                |                                |                                |                                |                                |                                |                                |                             |                             |                             |                             |                             |                             |                                  |                                  |                                  |                                  |                                  |                                  |                               |                               |                               |                               |                               |                               |                                 |                                 |                                 |                                 |                                       |                                       |                                       |                                       |                                       |                                       |                          |                          |                          |                          |  |  |                             |                             |                             |                             |                             |                             |  |  |
|                                |                                |                                |                                |                                       |                                       |                                       |                                       |                                       |                                       |                                |                                |                                |                                |                                |                                |                                |                                |                             |                             |                             |                             |                             |                             |                                  |                                  |                                  |                                  |                                  |                                  |                               |                               |                               |                               |                               |                               |                                 |                                 |                                 |                                 |                                       |                                       |                                       |                                       |                                       |                                       |                          |                          |                          |                          |  |  |                             |                             |                             |                             |                             |                             |  |  |
| Михаил Михалков (1922—2006)    | Михаил Михалков (1922—2006)    | Михаил Михалков (1922—2006)    | Михаил Михалков (1922—2006)    | Михаил Михалков (1922—2006)           | Михаил Михалков (1922—2006)           |                                       |                                       | Александр Михалков (1917—2001)        | Александр Михалков (1917—2001)        | Александр Михалков (1917—2001) | Александр Михалков (1917—2001) | Александр Михалков (1917—2001) | Александр Михалков (1917—2001) |                                |                                | Сергей Михалков (1913—2009)    | Сергей Михалков (1913—2009)    | Сергей Михалков (1913—2009) | Сергей Михалков (1913—2009) | Сергей Михалков (1913—2009) | Сергей Михалков (1913—2009) |                             |                             | Наталья Кончаловская (1903—1988) | Наталья Кончаловская (1903—1988) | Наталья Кончаловская (1903—1988) | Наталья Кончаловская (1903—1988) | Наталья Кончаловская (1903—1988) | Наталья Кончаловская (1903—1988) |                               |                               |                               |                               |                               |                               | Нина Кончаловская (1908—1994)   | Нина Кончаловская (1908—1994)   | Нина Кончаловская (1908—1994)   | Нина Кончаловская (1908—1994)   | Нина Кончаловская (1908—1994)         | Нина Кончаловская (1908—1994)         |                                       |                                       |                                       |                                       |                          |                          |                          |                          |  |  |                             |                             |                             |                             |                             |                             |  |  |
| Михаил Михалков (1922—2006)    | Михаил Михалков (1922—2006)    | Михаил Михалков (1922—2006)    | Михаил Михалков (1922—2006)    | Михаил Михалков (1922—2006)           | Михаил Михалков (1922—2006)           |                                       |                                       | Александр Михалков (1917—2001)        | Александр Михалков (1917—2001)        | Александр Михалков (1917—2001) | Александр Михалков (1917—2001) | Александр Михалков (1917—2001) | Александр Михалков (1917—2001) |                                |                                | Сергей Михалков (1913—2009)    | Сергей Михалков (1913—2009)    | Сергей Михалков (1913—2009) | Сергей Михалков (1913—2009) | Сергей Михалков (1913—2009) | Сергей Михалков (1913—2009) |                             |                             | Наталья Кончаловская (1903—1988) | Наталья Кончаловская (1903—1988) | Наталья Кончаловская (1903—1988) | Наталья Кончаловская (1903—1988) | Наталья Кончаловская (1903—1988) | Наталья Кончаловская (1903—1988) |                               |                               |                               |                               |                               |                               | Нина Кончаловская (1908—1994)   | Нина Кончаловская (1908—1994)   | Нина Кончаловская (1908—1994)   | Нина Кончаловская (1908—1994)   | Нина Кончаловская (1908—1994)         | Нина Кончаловская (1908—1994)         |                                       |                                       |                                       |                                       |                          |                          |                          |                          |  |  |                             |                             |                             |                             |                             |                             |  |  |
|                                |                                |                                |                                |                                       |                                       |                                       |                                       |                                       |                                       |                                |                                |                                |                                |                                |                                |                                |                                |                             |                             |                             |                             |                             |                             |                                  |                                  |                                  |                                  |                                  |                                  |                               |                               |                               |                               |                               |                               |                                 |                                 |                                 |                                 |                                       |                                       |                                       |                                       |                                       |                                       |                          |                          |                          |                          |  |  |                             |                             |                             |                             |                             |                             |  |  |
|                                |                                |                                |                                |                                       |                                       |                                       |                                       |                                       |                                       |                                |                                |                                |                                |                                |                                |                                |                                |                             |                             |                             |                             |                             |                             |                                  |                                  |                                  |                                  |                                  |                                  |                               |                               |                               |                               |                               |                               |                                 |                                 |                                 |                                 |                                       |                                       |                                       |                                       |                                       |                                       |                          |                          |                          |                          |  |  |                             |                             |                             |                             |                             |                             |  |  |
| Наталия Аринбасарова (р. 1946) | Наталия Аринбасарова (р. 1946) | Наталия Аринбасарова (р. 1946) | Наталия Аринбасарова (р. 1946) | Наталия Аринбасарова (р. 1946)        | Наталия Аринбасарова (р. 1946)        |                                       |                                       | Андрей Кончаловский (р. 1937)         | Андрей Кончаловский (р. 1937)         | Андрей Кончаловский (р. 1937)  | Андрей Кончаловский (р. 1937)  | Андрей Кончаловский (р. 1937)  | Андрей Кончаловский (р. 1937)  |                                |                                | Юлия Высоцкая (р. 1973)        | Юлия Высоцкая (р. 1973)        | Юлия Высоцкая (р. 1973)     | Юлия Высоцкая (р. 1973)     | Юлия Высоцкая (р. 1973)     | Юлия Высоцкая (р. 1973)     |                             |                             | Анастасия Вертинская (р. 1944)   | Анастасия Вертинская (р. 1944)   | Анастасия Вертинская (р. 1944)   | Анастасия Вертинская (р. 1944)   | Анастасия Вертинская (р. 1944)   | Анастасия Вертинская (р. 1944)   |                               |                               | Никита Михалков (р. 1945)     | Никита Михалков (р. 1945)     | Никита Михалков (р. 1945)     | Никита Михалков (р. 1945)     | Никита Михалков (р. 1945)       | Никита Михалков (р. 1945)       |                                 |                                 | Татьяна Михалкова (Шигаева) (р. 1947) | Татьяна Михалкова (Шигаева) (р. 1947) | Татьяна Михалкова (Шигаева) (р. 1947) | Татьяна Михалкова (Шигаева) (р. 1947) | Татьяна Михалкова (Шигаева) (р. 1947) | Татьяна Михалкова (Шигаева) (р. 1947) |                          |                          |                          |                          |  |  |                             |                             |                             |                             |                             |                             |  |  |
| Наталия Аринбасарова (р. 1946) | Наталия Аринбасарова (р. 1946) | Наталия Аринбасарова (р. 1946) | Наталия Аринбасарова (р. 1946) | Наталия Аринбасарова (р. 1946)        | Наталия Аринбасарова (р. 1946)        |                                       |                                       | Андрей Кончаловский (р. 1937)         | Андрей Кончаловский (р. 1937)         | Андрей Кончаловский (р. 1937)  | Андрей Кончаловский (р. 1937)  | Андрей Кончаловский (р. 1937)  | Андрей Кончаловский (р. 1937)  |                                |                                | Юлия Высоцкая (р. 1973)        | Юлия Высоцкая (р. 1973)        | Юлия Высоцкая (р. 1973)     | Юлия Высоцкая (р. 1973)     | Юлия Высоцкая (р. 1973)     | Юлия Высоцкая (р. 1973)     |                             |                             | Анастасия Вертинская (р. 1944)   | Анастасия Вертинская (р. 1944)   | Анастасия Вертинская (р. 1944)   | Анастасия Вертинская (р. 1944)   | Анастасия Вертинская (р. 1944)   | Анастасия Вертинская (р. 1944)   |                               |                               | Никита Михалков (р. 1945)     | Никита Михалков (р. 1945)     | Никита Михалков (р. 1945)     | Никита Михалков (р. 1945)     | Никита Михалков (р. 1945)       | Никита Михалков (р. 1945)       |                                 |                                 | Татьяна Михалкова (Шигаева) (р. 1947) | Татьяна Михалкова (Шигаева) (р. 1947) | Татьяна Михалкова (Шигаева) (р. 1947) | Татьяна Михалкова (Шигаева) (р. 1947) | Татьяна Михалкова (Шигаева) (р. 1947) | Татьяна Михалкова (Шигаева) (р. 1947) |                          |                          |                          |                          |  |  |                             |                             |                             |                             |                             |                             |  |  |
|                                |                                |                                |                                |                                       |                                       |                                       |                                       |                                       |                                       |                                |                                |                                |                                |                                |                                |                                |                                |                             |                             |                             |                             |                             |                             |                                  |                                  |                                  |                                  |                                  |                                  |                               |                               |                               |                               |                               |                               |                                 |                                 |                                 |                                 |                                       |                                       |                                       |                                       |                                       |                                       |                          |                          |                          |                          |  |  |                             |                             |                             |                             |                             |                             |  |  |
|                                |                                |                                |                                |                                       |                                       |                                       |                                       |                                       |                                       |                                |                                |                                |                                |                                |                                |                                |                                |                             |                             |                             |                             |                             |                             |                                  |                                  |                                  |                                  |                                  |                                  |                               |                               |                               |                               |                               |                               |                                 |                                 |                                 |                                 |                                       |                                       |                                       |                                       |                                       |                                       |                          |                          |                          |                          |  |  |                             |                             |                             |                             |                             |                             |  |  |
|                                |                                |                                |                                | Егор Михалков- Кончаловский (р. 1966) | Егор Михалков- Кончаловский (р. 1966) | Егор Михалков- Кончаловский (р. 1966) | Егор Михалков- Кончаловский (р. 1966) | Егор Михалков- Кончаловский (р. 1966) | Егор Михалков- Кончаловский (р. 1966) |                                |                                | Мария Кончаловская (р. 1999)   | Мария Кончаловская (р. 1999)   | Мария Кончаловская (р. 1999)   | Мария Кончаловская (р. 1999)   | Мария Кончаловская (р. 1999)   | Мария Кончаловская (р. 1999)   |                             |                             | Пётр Кончаловский (р. 2003) | Пётр Кончаловский (р. 2003) | Пётр Кончаловский (р. 2003) | Пётр Кончаловский (р. 2003) | Пётр Кончаловский (р. 2003)      | Пётр Кончаловский (р. 2003)      |                                  |                                  | Степан Михалков (р. 1966)        | Степан Михалков (р. 1966)        | Степан Михалков (р. 1966)     | Степан Михалков (р. 1966)     | Степан Михалков (р. 1966)     | Степан Михалков (р. 1966)     |                               |                               | Анна Михалкова (р. 1974)        | Анна Михалкова (р. 1974)        | Анна Михалкова (р. 1974)        | Анна Михалкова (р. 1974)        | Анна Михалкова (р. 1974)              | Анна Михалкова (р. 1974)              |                                       |                                       | Артём Михалков (р. 1975)              | Артём Михалков (р. 1975)              | Артём Михалков (р. 1975) | Артём Михалков (р. 1975) | Артём Михалков (р. 1975) | Артём Михалков (р. 1975) |  |  | Надежда Михалкова (р. 1986) | Надежда Михалкова (р. 1986) | Надежда Михалкова (р. 1986) | Надежда Михалкова (р. 1986) | Надежда Михалкова (р. 1986) | Надежда Михалкова (р. 1986) |  |  |

Предки